# أبو المظفر الفرغاني
وهو الفقيه أبو المظفر محمد بن أسامة بن زيد بن النعمان الفرغاني، وأصله من بلاد ما وراء النهر، ولد عام 414هـ/1023م، وتفقه على علماء فرغانة، حتى برع وبز أقرانه في الفقه على مذهب الإمام أبو حنيفة[ ؟ ] وبرع في الجدل والخلاف.
سمع الحديث ودرس الفقه على علماء أصبهان وبخارى والري، وقدم بغداد عدة مرات، وحدث بها ودرس عليه الشيخ محمود بن مسعود الشعيبي الحنفي، وروى عنهُ الشيخ أبو البركات هبة الله بن المبارك السقطي.
وكان قد قدم بغداد في صحبة الوزير نظام الملك وناظر علماء بغداد. وجرت بينه وبينهم قصص، وكان بالأجناد أشبه منهُ بالفقهاء، وكان جماعاً للمال بخيلاً لهُ في البخل حكايات، قال عبد الغافر الفارسي: كان من فحول أهل النظر والجدل والبحث.

## وفاته
توفي في شهر رمضان وقيل يوم عيد الفطر من عام 486هـ/1093م، ودفن في مقبرة الخيزران جوار مشهد الإمام أبي حنيفة النعمان في الأعظمية.